# Аполлодот I
Аполлодот I Сотер (грец. Ἀπολλόδοτος Α΄ ὁ Σωτήρ, санскр. महरजस अपलदतस त्रतरस; *д/н — †165 до н. е./160 до н. е.) — 1-й індо-грецький цар у 180 до н. е. — 165 до н. е./160 до н. е. Індуси називали його магараджа Апаладатаса Тратараса.

## Життєпис
Походив з династії Євтидемідів, але щодо батьків Аполлодота відсутні відомості. У 190-х роках до н. е. був одним з провідних військовиків царя Деметрія I. Згодом за цього володаря став сатрапом частини індійських володінь Греко-Бактрійського царства.
За правління царя Агафокла I, скориставшись боротьбою за владу в Греко-Бактрії, Апполодот 180 року до н. е. оголосив себе самостійним володарем в Гандхарі. Втім вимушений був боротися з намісниками Агафокла I в інших індійських землях. До 175 року до н. е. підкорив землі південніше Гандхари, дійшовши до Сінда, зайняв гирло Інду. Столицею стало місто Таксіла.
Доволі відомі монети цього індо-грецького царя, які було знайдено до Гуджарату та Махараштри. В них помітний значний вплив індійської та буддійської культури. Напевне через місто Паталена вів торгівлю з державою Сатаваханів. Товари приходили до міста Баригаза (чсучасне місто Бхаруч).
Після цього вимушений був боротися з царем Антімахом I, який намагався відновити правління основної гілки Євтидемідів на Гандхарою, проте Аполлодот I здобув перемогу. Згодом він здійснював походи до Паропамісадів та Дрангіани з Арахозією. Проте зумів закріпитися лише на деякий час.
З 170 року до н. е. проти Аполлодота I виступив Деметрій II. Приблизно до 165 року до н. е. Апполодот I зазнав поразки, втративши всі землі, окрім гирла Індії. Звідти намагався повернути Гандхару до самої смерті 160 року до н. е. Втім, можливо, загинув невдовзі після 165 року до н. е. (за різними версіями до 164 або 162 року до н. е.).
Йому спадкував Антімах II.